# 염료승화인쇄
염료승화인쇄(Dye-sublimation printing)는 염료를 플라스틱, 카드, 종이, 직물 등의 물질에 적재시키기 위해 사용하는 컴퓨터 인쇄 기법이다. 승화라는 이름가 처음 적용된 이유는 염료가 액체 단계를 거치지 않고 고체 및 기체 상태 사이의 전환을 하는 것으로 간주되었기 때문이다. 이 과정의 이해는 염료의 액체화가 일부 있었기 때문에 나중에 잘못된 것으로 밝혀졌다. 그 뒤로 이 과정의 적절한 이름은 염료확산(dye-diffusion)으로 정해지게 되었으나 이 기술적으로 올바른 용어는 원래의 명칭 "염료승화"를 대체하지 못했다. 수많은 소비자 및 전문가용 염료승화 프린터들은 사진 인쇄물, ID 카드, 의류 등을 생산하기 위해 디자인되고 사용된다.

## 같이 보기
- 데이지 휠 프린터
- 도트 매트릭스 프린터
- 라인 프린터
- 열전사 인쇄